# Vates multilobata
Vates multilobata är en bönsyrseart som beskrevs av Lucien Chopard 1910. Vates multilobata ingår i släktet Vates och familjen Mantidae. Inga underarter finns listade i Catalogue of Life.

## Bildgalleri

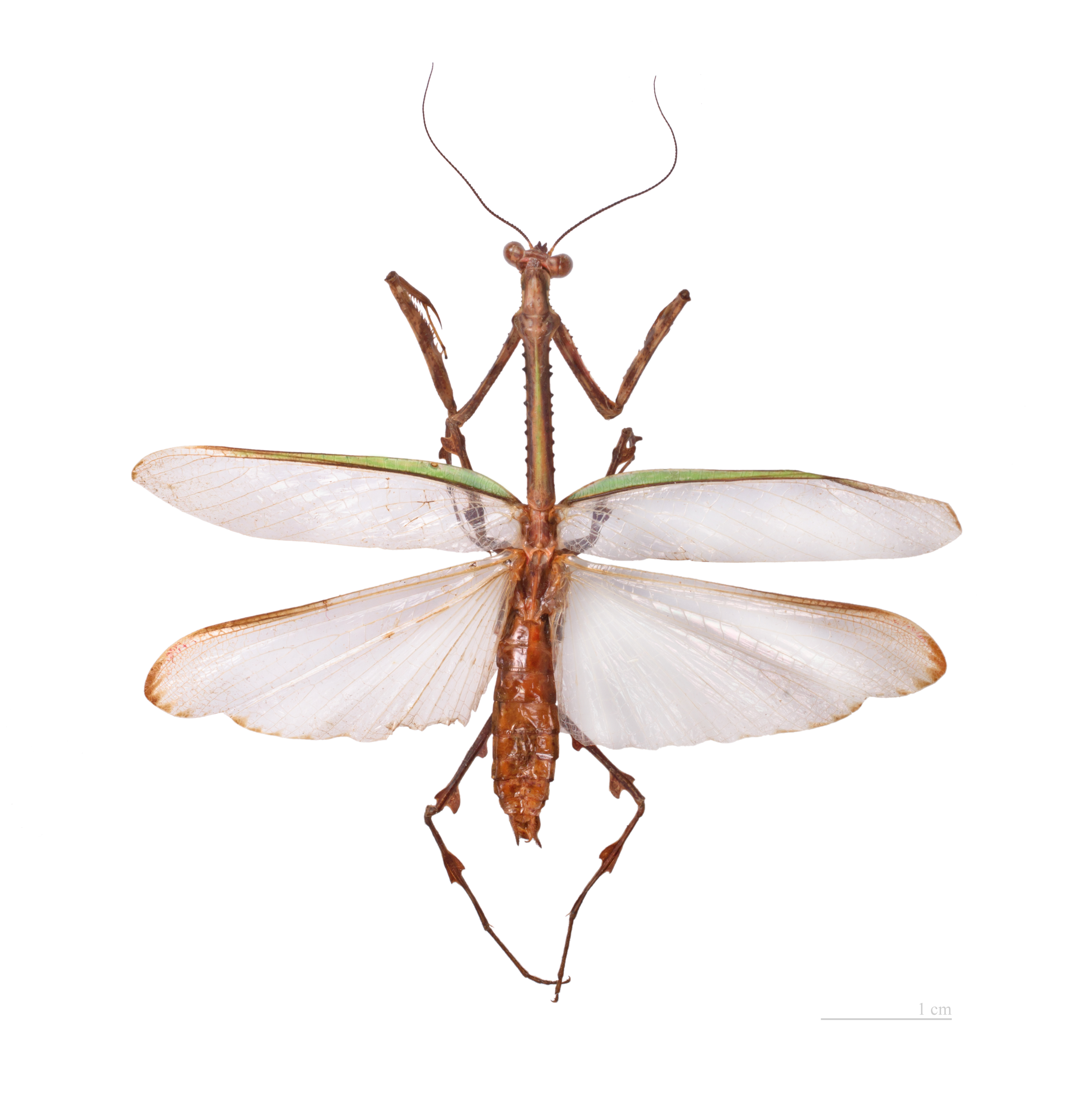